# 鲸歌 (小说)
《鲸歌》是中国山西作家刘慈欣的一篇科幻短篇小说。这也是他的处女作，1999年6月发表在《科幻世界》杂志上。

## 情节
南美大毒枭沃纳在与哥伦比亚政府军的交锋中损失惨重，急需向美国运毒来周转资金，然而海上运输被严密封锁。儿子向他介绍加州理工学院的海洋生物学家霍普金斯。霍普金斯通过在蓝鲸大脑植入电极阵列来发出指令，他操控的这头名为“波塞冬”的蓝鲸本是美国军方资产，他由于遭到军方解雇而私自带走了它，意图报复。霍普金斯向沃纳展示了通过计算机发送指令操控波塞冬的实力，它可潜行于监管盲区，体内腔室能容携带巨量毒品。终于他们成功将毒品运到迈阿密。返航途中，他们遭遇了捕鲸船，虽然这时法律已经禁止捕鲸，但对方仍然击中了波塞冬。沃纳和霍普金斯最终葬身大海。

## 分析
《鲸歌》是一部故事驱动型作品，作者称“这两篇(指《鲸歌》与《带上她的眼睛》)的完成只是对市场的一种被迫的妥协”。
作者在小说中描写了拿动物做实验的现象，表现了人类对动物的“伦理越位”。他暗示了人与动物界平等的思想。小说中将霍普金斯控制的蓝鲸命名为“波塞冬”，波塞冬是与兄弟宙斯一起颠覆父亲统治的希腊海神。这个带有隐喻色彩的命名颇具道德伦理的想象。小说中的人类为了贪欲侵犯生态伦理，大毒枭沃纳和科学家霍普金斯由于盲目的自信，自以为能操控一切，实际上堕入了金钱和科技的奴役，最终毁于另外的强制力量，这是对人类的一个警示。只有靠自我约束，才能实现真正的道德。